# Daniel Aaron
Daniel Aaron (Chicago, 4 de agosto de 1912-Cambridge, 30 de abril de 2016) fue un escritor y académico estadounidense que ayudó a fundar la Library of America.

## Primeros años
Daniel Baruch Aaron nació en 1912 siendo hijo de inmigrantes judíos de Rusia. Aaron recibió una licenciatura de la Universidad de Míchigan y luego realizó estudios de posgrado en la Universidad de Harvard. En 1937, Aaron se convirtió en el primero en graduarse con un título en «Civilización estadounidense» de la Universidad de Harvard.

## Carrera profesional
Aaron publicó su primer artículo académico en 1935, «Melville and the Missionaries». Escribió estudios sobre el Renacimiento estadounidense, la Guerra Civil y escritores progresistas estadounidenses. Su último trabajo fue una autobiografía, The Americanist (2007). Editó los diarios del poeta estadounidense Arthur Crew Inman (1895-1963): unos 17 millones de palabras entre 1919 y 1963. Escribió varios artículos para la New York Review of Books.
Aaron enseñó en Smith College durante tres décadas y en Harvard (1971-1983). Fue profesor emérito Victor S. Thomas de literatura inglesa y estadounidense en Harvard. Su hijo, Jonathan Aaron, es un poeta consumado que tiene un doctorado de la Universidad Yale y enseña escritura en Emerson College en Boston.
En 1979, ayudó a fundar la Library of America, donde se desempeñó como presidente hasta 1985 y miembro de la junta y siguió siendo miembro emérito de la junta.

## Reconocimiento
Aaron fue elegido miembro de la Academia Estadounidense de las Artes y las Ciencias en 1973 y miembro de la Academia Estadounidense de las Artes y las Letras en 1977. La Universidad de Harvard le otorgó el título de doctor honoris causa en letras en 2007.

En 2010, recibió la Medalla Nacional de Humanidades, cuya cita dice:
Daniel Aaron: erudito literario por sus contribuciones a la literatura y la cultura estadounidenses. Como presidente fundador de la Library of America, ayudó a preservar el legado de nuestra nación al publicar los escritos más importantes de Estados Unidos en ediciones autorizadas.

## Trabajos seleccionados

### Libros
- Libro común-1934-2012 (Oblea prensada 2015).[2]
- Libro de recortes (Oblea prensada 2014).
- El americanista (2007).[16]
- American Notes: Selected Essays (1994).[17]
- Cincinnati, ciudad reina de Occidente: 1819-1838 (1992).[17]
- La guerra no escrita: escritores estadounidenses y la guerra civil (1973).[17]
- América en crisis: catorce episodios cruciales en la historia estadounidense (1971).[17]
- Escritores de izquierda: episodios del comunismo literario estadounidense (1961, 1974 y 1992).[18][17]
- Hombres de buena esperanza (1951).[2]

### Ediciones
- Arthur Crew Inman, Desde una habitación oscura: El diario de Inman, ed. Daniel Aaron (Cambridge, MA: Harvard University Press, 1996).
- Arthur Crew Inman, The Inman Diary: A Public and Private Confession (Cambridge, MA: Harvard University Press, 1985).
- Paul Elmer More, Ensayos de Shelburne sobre literatura estadounidense, ed. Daniel Aaron (Nueva York: Harcourt, Brace & World, 1963).